# 코노이다시다
코노이다시다(Conoidasida)는 정단복합체충문에 속하는 원생생물 강이다. 이 강은 1988년 레빈(Levine)이 처음 정의했으며, 구포자충아강과 족포자충아강의 2개 아강으로 이루어져 있다.

## 하위 목
- 구포자충아강 (Coccidiasina)
  - 아가모구포자충목 (Agamococcidiorida)
  - 진구포자충목 (Eucoccidiorida)
  - 익소르헤이스목 (Ixorheorida)
  - 원구포자충목 (Protococcidiorida)
- 족포자충아강 (Gregarinasina)
  - 열포자충목 (Archigregarinorida)
  - 진포자충목 (Eugregarinorida)
  - 신포자충목 (Neogregarinorida)